# Johannes Rieve (Admiral)
Johannes Rieve (* 24. September 1862 in Pelplin, Kreis Preußisch Stargard; † 26. Oktober 1911 in Berlin) war ein deutscher Konteradmiral der Kaiserlichen Marine.

## Leben
Johannes Rieve war ein Sohn eines Justizrates und trat im April 1880 als Kadett der Kaiserlichen Marine bei. Nach dem Besuch des Offizierskursus an der Marineschule ging er 1885 als Bordkommando auf die Korvette Ariadne. Es folgte 1886/87 sein Einsatz auf dem Artillerieschulschiff Mars. Von Februar 1888 bis Dezember 1888 war er als Leutnant zur See Kommandant des Kanonenbootes Hay. 1889/91 kam er auf das Kanonenboot Habicht, welches in Westafrika bei der Westafrikanischen Station eingesetzt wurde. Es folgte 1893 seine Kommandierung auf das Küstenpanzerschiff Frithjof. 1895 war er, seit 1894, als Referent im Dienstgrad eines Kapitänleutnants im Torpedo-Versuchs-Kommando (Kiel) und zeitgleich auf dem Torpedoversuchsschiff Friedrich Carl eingesetzt. Später kam er als Admiralstabsoffizier zum I. Geschwader unter dem Geschwaderchef Vizeadmiral Prinz Heinrich von Preußen. Rieve wurde 1902 als Korvettenkapitän von hier zum Reichsmarineamt kommandiert. 1903 war er als Kapitän zur See Chef der Torpedoabteilung im Reichsmarineamt. Vom 5. April 1905 bis 29. September 1906 war er Assistent im Werftdepartement im Reichsmarineamt. Anschließend war er bis September 1908 Kommandant der Kaiser Wilhelm der Große.
Rieve war als Stellvertretender Chef des Admiralstabs während der Zweite Marokkokrise eingebunden und unterstützte dabei den Leiter des Auswärtigen Amts, Alfred von Kiderlen-Waechter. Hierbei wurde er z. B. Mitte August 1911 gemeinsam von Kiderlen-Waechter und dem Staatssekretär des Reichskolonialamtes, Friedrich von Lindequist, zum Reichskanzler Theobald von Bethmann Hollweg bestellt, um seine Einschätzung zu einem Gebietstausch in Afrika, da Rieve selber in Kamerun gewesen war, abzugeben. Rieve gab eine positive Rückmeldung zum geplanten Gebietstausch, wohingegen von Lindequist diesem widersprach. Bis 30. September 1911 gehörte Rieve als Chef der europäischen Abteilung dem Admiralstab der Marine an. Einen Monat später starb er.
Johannes Rieve war mit Clara, geb. Amort (1870–1951), verheiratet. Ihre Kinder waren u. a. der spätere Kapitän zur See der Kriegsmarine Johannes Rieve (1892–1950) und der spätere Vizeadmiral der Kriegsmarine Friedrich Rieve (1896–1982).